# José Pereira da Costa (político)
José Pereira da Costa (Desterro, ca. 1783 — Desterro, 15 de julho de 1843) foi um militar e político brasileiro.
Filho de Matias Pereira e de Mariana de Jesus.
Foi deputado à Assembleia Legislativa Provincial de Santa Catarina na 1ª legislatura (1835 — 1837).